# Field
Field - rozległy płaskowyż, powstały w wyniku trwających setki milionów lat procesów denudacyjnych, które zniszczyły pierwotną rzeźbę i zrównały powierzchnię terenu. Na powierzchni zrównania rozwinęła się czasza lodowca typu norweskiego. Fieldy opadają stromo do fiordów.